# Mombaldone
Mombaldone (Mombaldon o Mombaudon in piemontese, localmente Mombaldòn) è un comune italiano di 190 abitanti della provincia di Asti in Piemonte.

## Storia

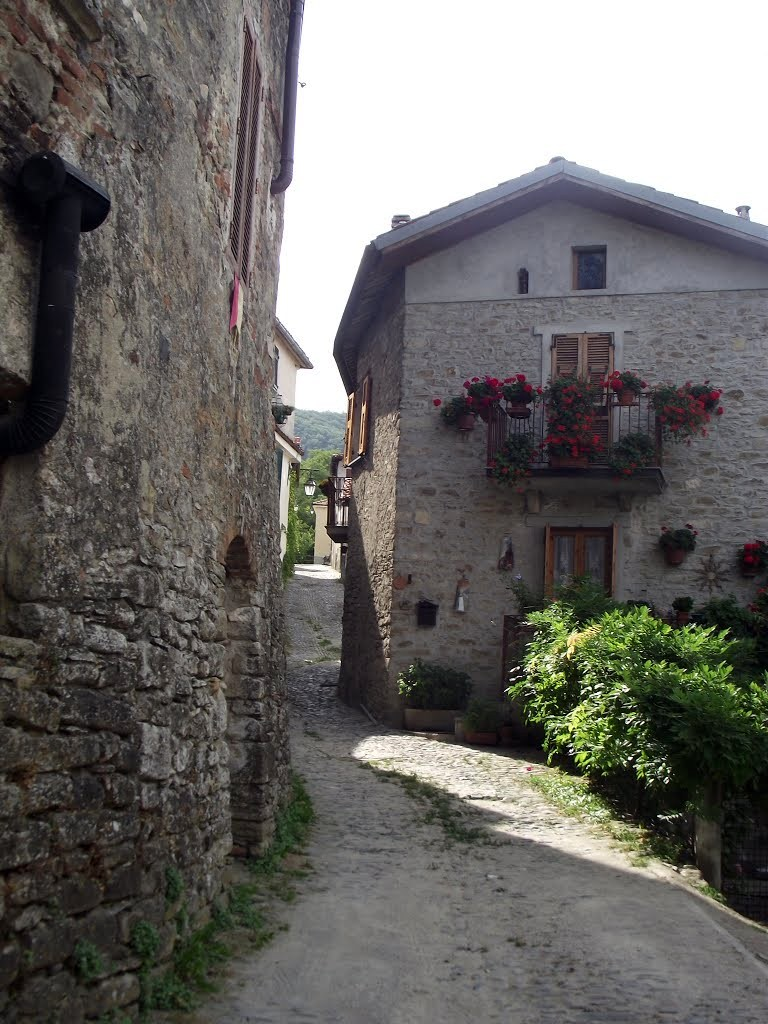
Una via del paese

Mombaldone apparteneva alla marca di Savona e nel 1209 ne fu investito Ottone Del Carretto. Nel XIV secolo, però, ne diventò signore Enrico IV Del Carretto, del ramo di Finale Ligure, i cui discendenti si riconobbero sottoposti feudalmente ai Savoia. La storia di Mombaldone, quindi, seguì le vicende dei duchi.

### Simboli
Nello stemma sono presenti la croce dei
Savoia e le bande rosse e d'oro dei Del Carretto. In primo piano il Mons Baldonis, la collina su cui stavano gli otto mansi dell'abbazia di San Quintino di Spigno.

## Società

### Evoluzione demografica
In cento anni la popolazione residente si è ridotta a meno di un terzo di quella presente nel 1921.
Abitanti censiti

### Etnie e minoranze straniere
Secondo i dati ISTAT al 31 dicembre 2009 la popolazione straniera residente era di 12 persone (8 maschi e 4 femmine).
Le nazionalità maggiormente rappresentate in base alla loro percentuale sul totale della popolazione residente erano:
- Svizzera 7 (3,13%)

## Economia

### Turismo
Il Comune è inserito nel circuito dei Borghi più belli d'Italia. Tra i monumenti ed edifici di carattere storico da visitare il Palazzo della Fortezza e la Torre dalla pianta quadrata di cui rimangono solo i ruderi dopo la sua demolizione nel 1637. 

## Amministrazione
Di seguito è presentata una tabella relativa alle amministrazioni che si sono succedute in questo comune.

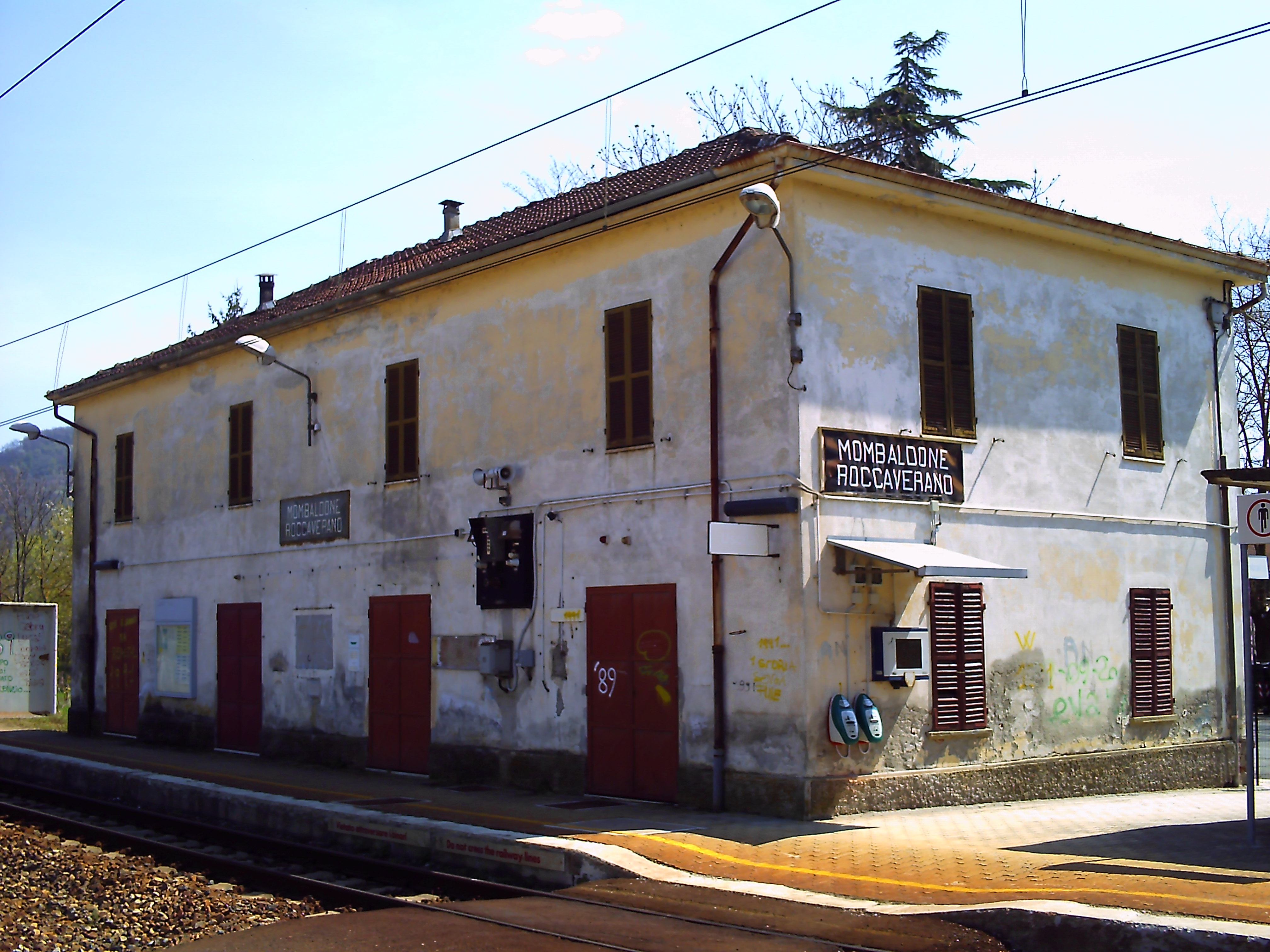
La stazione di Mombaldone-Roccaverano

| Periodo        | Periodo        | Primo cittadino        | Partito                                       | Carica  | Note  |
| -------------- | -------------- | ---------------------- | --------------------------------------------- | ------- | ----- |
| 12 giugno 1980 | 30 giugno 1990 | Pietro Eugenio Cagnolo | Partito Socialista Italiano                   | Sindaco | [ 8 ] |
| 30 giugno 1990 | 24 aprile 1995 | Pietro Eugenio Cagnolo | Partito Socialista Italiano                   | Sindaco | [ 8 ] |
| 24 aprile 1995 | 14 giugno 1999 | Ivo Armino             | lista civica di centro-destra                 | Sindaco | [ 8 ] |
| 14 giugno 1999 | 14 giugno 2004 | Ivo Armino             | lista civica di centro-destra                 | Sindaco | [ 8 ] |
| 14 giugno 2004 | 8 giugno 2009  | Francesco Armino       | lista civica di centro-destra                 | Sindaco | [ 8 ] |
| 8 giugno 2009  | 26 maggio 2014 | Ivo Armino             | lista civica di centro-destra                 | Sindaco | [ 8 ] |
| 26 maggio 2014 | 26 maggio 2019 | Giorgio Bonelli        | lista civica Onestà - trasparenza - rinascita | Sindaco | [ 8 ] |
| 26 maggio 2019 | in carica      | Sonia Poggio           | lista civica Uniti                            | Sindaco | [ 8 ] |